# Peugeot Typ 15

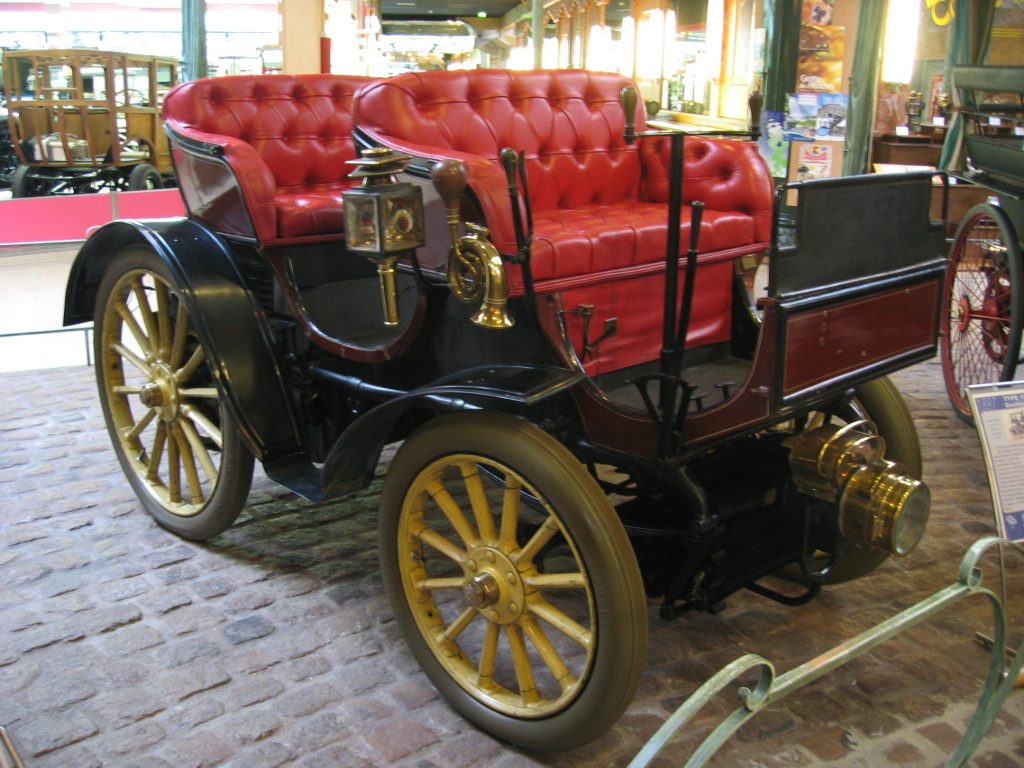
Peugeot Typ 15 im Peugeot-Museum Sochaux

Der Peugeot Typ 15 ist ein frühes Automodell des französischen Automobilherstellers Peugeot, von dem von 1897 bis 1902 im Werk Audincourt 276 Exemplare produziert wurden.
Die Fahrzeuge besaßen einen Zweizylinder-Viertaktmotor eigener Fertigung, der im Heck liegend angeordnet war und über Kette die Hinterräder antrieb. Der Motor leistete zwischen 5 und 8 PS.
Bei einem Radstand von 145 cm betrug die Fahrzeuglänge 250 cm und die Fahrzeughöhe 140 cm. Die Karosserieform Phaeton bot Platz für vier Personen.